# 퍼시픽스테이츠 대학
퍼시픽스테이츠 대학(Pacific States University, PSU)은 미국 캘리포니아주 LA 코리아타운에 있는 대학이다. 건국대학교에서 인수 인계하여 운영하고 있다. 미국의 학위인증기관인 Accrediting Commission of Career Schools and Colleges의 인가를 받은 인가 대학이다.

## 학력 인증
ACCSC (Accrediting Commission of Career Schools and Colleges)의 인증을 받은 미 교육부 인가대학이 되었다.